# Gioacchino Vitagliano
Gioacchino Vitagliano (* 1669 in Palermo; † 27. April 1739 ebenda) war ein italienischer Bildhauer des Barocks auf Sizilien.

## Leben
Vitagliano schuf nicht nur Marmorskulpturen, sondern auch Stuckfiguren. Wahrscheinlich wurde er in der Werkstatt von Giacomo Serpotta (1656–1732) ausgebildet, dessen Tochter er heiratete und dessen Entwürfe er häufig umsetzte.
Die Bildhauer Niccolo Vitagliano und Vincenzo Vitigliano sind wahrscheinlich Söhne von Gioacchino. Von letzterem stammt die Marmorskulptur Santa Rosalia (1744) auf dem Vorplatz der Kathedrale von Palermo.

## Werke (Palermo)
- Jesuitenkirche: Basreliefs aus Marmor Anbetung der Hirten (1710–1714) und Anbetung der Könige (1719–1721) (nach einem Modell von Giacomo Serpotta) Stuckfigurengruppe David und Abigail
- Santa Cita: Geißelung Christi (1696–1722)
- Chiesa di S. Mamiliano: Mysterium des Rosenkranzes (nach einem Modell von Giacomo Serpotta)
- Oratorio di Santa Caterina d’Alessandria: Marmorboden (1730) mit Nicolo Vitagliano
- Fontana del Garraffo: Brunnenfiguren (1698) nach einem Entwurf von Paolo Amato
- Villa Filippina: Gartenfontaine mit Heiligenfiguren